# Forge Football Club
O Forge Football Club é um clube de futebol com sede em Hamilton no Canadá. O clube disputa a Canadian Premier League. O clube joga em casa em Tim Hortons Field. Foi fundado por Bob Young, que também é dono do Hamilton Tiger-Cats da Canadian Football League.
O clube se tornou o primeiro campeão da Canadian Premier League de 2019 e foi o primeiro time da Canadian Premier League a competir em uma competição continental quando se classificou para a Liga da CONCACAF em 2019. O time é tricampeão canadense, ganhando o título em 2019, 2020 e 2022.

## História
Hamilton estava vinculado a um time de futebol profissional em junho de 2013, quando surgiram relatos de uma liga de futebol profissional que seria lançada no Canadá. O dono do Hamilton Tiger-Cats, Bob Young, e um grupo de investidores estariam trabalhando com a Associação Canadense de Futebol.
Em 6 de maio de 2017, Hamilton era uma das duas cidades aceitas pela Associação Canadense de Futebol como membros de clubes profissionais quando a Canadian Premier League foi aprovada por unanimidade.
O Forge foi oficialmente apresentado como o sexto time da liga, em 12 de julho de 2018. O clube revelou seu escudo, cores e marca, além de seu lugar na liga na temporada de lançamento de 2019. O nome foi escolhido para representar o patrimônio industrial da cidade e o avanço na construção de seu futuro.
O time inaugurou a liga com uma partida contra o York9, resultando em um empate de 1-1 em 27 de Abril de 2019. O clube se classificou para a Liga da CONCACAF de 2019 depois de derrotar o Valour FC por 2-0 em 16 de junho de 2019. Derrotou o time guatemalteco Antigua GFC por 2-1 e avançou para as quartas de final, mas perdeu de 4-2 para o Club Deportivo Olimpia, de Honduras.
Como ficou em segundo nas temporadas de outono e primavera, o Forge se classificou para as finais da CPL contra o Cavalry FC, que havia ficado em primeira em ambas temporadas. O Forge derrotou o Calvary por 2-0, se consagrando primeiro campeão da CPL.
Foi novamente campeão da temporada de 2020, após derrotar o HFX Wanderers por 2-0. Chegou a final do Campeonato Canadense de 2020 realizada em 4 de junho de 2022 devido a Pandemia de COVID-19, aonde perdeu para o Toronto FC nos pênaltis e foi vice-campeão.
Na temporada 2022, foi novamente campeão após vencer o Atlético Ottawa por 2-0, conquistando seu terceiro título em sua história.

## Rivalidades
O Forge FC tem uma rivalidade local com o York United FC, o único outro time do Ontário Meridional na liga. Em 29 de janeiro de 2019, a Canadian Premier League anunciou que a partida inaugural da liga seria Forge e York9 no 905 Derby em 27 de abril de 2019. A partida terminou com um empate 1-1.
Forge também tem uma rivalidade não geográfica com o Cavalry Football Club, de Calgary. As duas equipes se enfrentaram nove vezes na temporada de 2019, incluindo encontros no Campeonato Canadense e nas finais da CPL.

## Uniformes

### 1.º Uniforme
| 2019 | 2020 |

### 2.º Uniforme
| 2019 | 2020 |

### 3.º Uniforme
| 2019–2020 |

## Títulos
Campeão Invicto
| NACIONAIS | NACIONAIS               | NACIONAIS | NACIONAIS       |
|           | Competição              | Títulos   | Temporadas      |
| --------- | ----------------------- | --------- | --------------- |
| Canadá    | Canadian Premier League | 3         | 2019, 2020 2022 |

### Campanhas de Destaque
- Campeonato Canadense: 2º Lugar - 2020; 4º lugar - 2021

## Elenco atual
Atualizado em 15 de abril de 2022.

### Jogadores emprestados
Atualizado em 15 de abril de 2022.

#### Para o Forge
| N.º | Posição       | Nome           | Equipe                       |
| --- | ------------- | -------------- | ---------------------------- |
| 19  | Meio-campista | Tristan Borges | OH Leuven                    |
| 99  | Atacante      | Omar Browne    | Independiente de La Chorrera |

#### Para outras equipes
| N.º | Posição       | Nome                | Equipe      |
| --- | ------------- | ------------------- | ----------- |
| 8   | Meio-campista | Simon Triantafillou | FC Edmonton |
| 16  | Defensor      | Cale Loughrey       | FC Edmonton |
| —   | Meio-campista | Shamit Shome        | FC Edmonton |

## Administração atual
Atualizado em 13 de março de 2022.
| Comissão Técnica                            | Comissão Técnica   |
| ------------------------------------------- | ------------------ |
| Técnico                                     | Bobby Smyrniotis   |
| Assistente técnico                          | David Edgar        |
| Assistente técnico                          | Kyt Selaidopoulos  |
| Treinador de goleiros                       | Johan Albert       |
| Gerente de equipe                           | Jelani Smith       |
| Terapeuta atlético                          | Emily Coleman      |
| Gerente de equipamentos                     | Joe Hanley         |
| Preparador físico                           | Guilherme Tamanini |
| Direção                                     |                    |
| Presidente do Conselho e treinador interino | Bob Young          |
| CEO                                         | Scott Mitchell     |
| Presidente                                  | Matt Afinec        |
| Diretor de futebol                          | Costa Smyrniotis   |